# Henriette d'Angeville
Henriette d'Angeville (Semur-en-Auxois, 10 maart 1794 - Lausanne, 13 januari 1871) was een Frans-Zwitserse alpiniste. Ze was in 1838 de tweede vrouw die de top van de Mont Blanc bereikte.

## Biografie

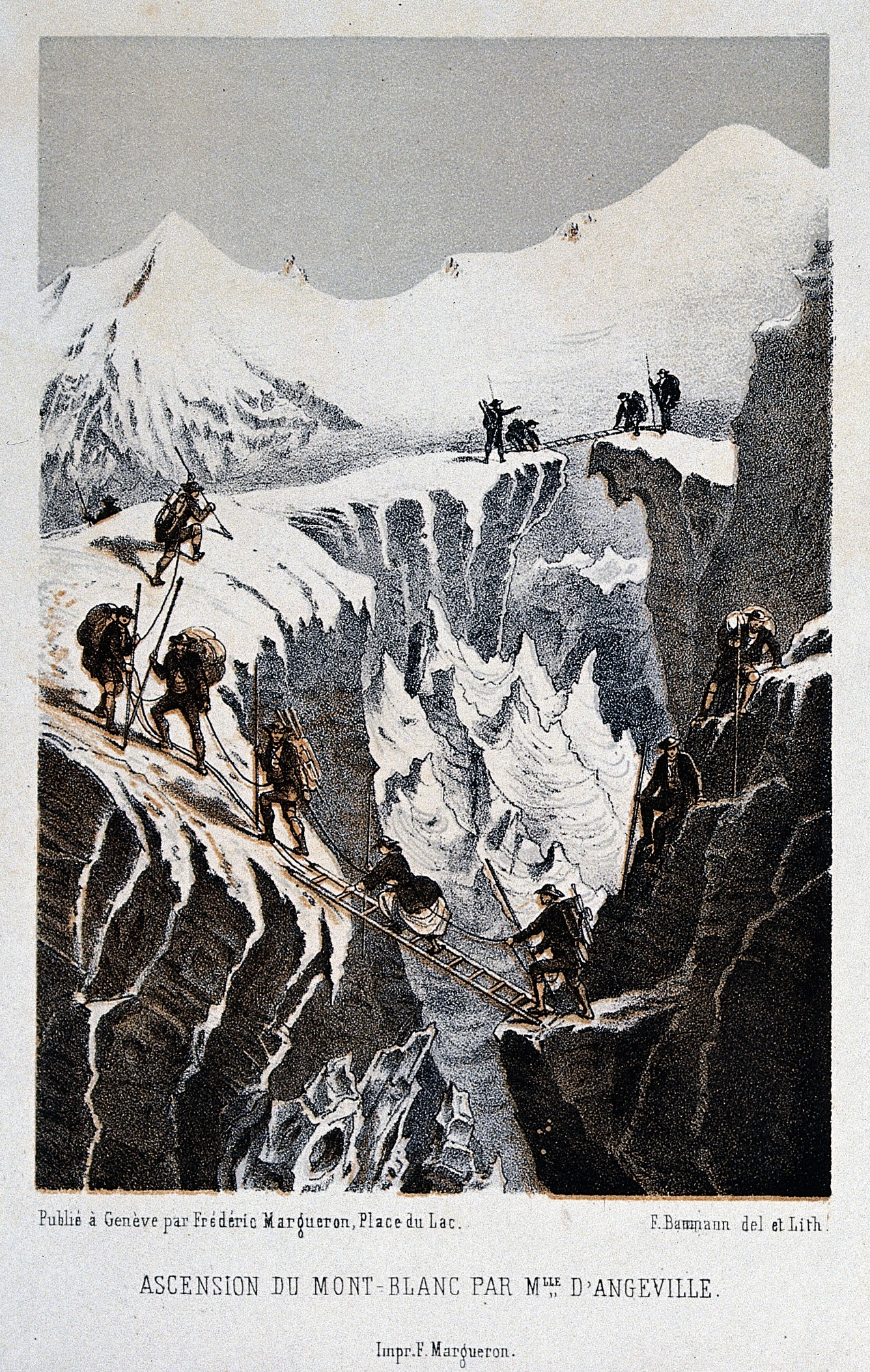
Henriette d'Angeville tijdens haar beklimming van de Mont Blanc in 1838.

Henriette d'Angeville stamde af van een Franse aristocratische familie. Tijdens de Franse Revolutie was haar grootvader onder de guillotine beland en verbleef haar vader in de gevangenis.
Op 3 september 1838 bereikte ze de top van de Mont Blanc, hetgeen haar de bijnaam la fiancée du Mont Blanc opleverde. Daarmee was ze de tweede vrouw die daarin slaagde, 30 jaar na Marie Paradis. Na deze beklimming zou ze gedurende 25 jaar nog 21 beklimmingen ondernemen, waarvan één in de winter. Haar laatste beklimming vond plaats in 1863, toen ze op 69-jarige leeftijd de Oldenhorn in Zwitserland beklom. Vervolgens vestigde ze zich in Ferney-Voltaire.